# Carlo Buti
Carlo Buti (ur. 14 listopada 1902, zm. 16 listopada 1963) – włoski piosenkarz.
Urodził się we Florencji. Już od młodości interesował się śpiewaniem. W roku 1930 śpiewał w radiu, a w 1934 zaczął nagrywać piosenki. Nazywany był "Włoskim Frankiem Sinatrą" oraz "Złotym głosem Włoch". Występował we włoskich filmach, w roku 1956 przeszedł na emeryturę. Zmarł w swoim domu w Montelupo Fiorentino w roku 1963.